# Truncilla donaciformis
Truncilla donaciformis är en musselart som först beskrevs av I. Lea 1828.  Truncilla donaciformis ingår i släktet Truncilla och familjen målarmusslor. IUCN kategoriserar arten globalt som livskraftig. Inga underarter finns listade i Catalogue of Life.